# 和尚房子乡
和尚房子乡，是中华人民共和国辽宁省葫芦岛市建昌县下辖的一个乡镇级行政单位。

## 行政区划
和尚房子乡下辖以下地区：
和尚房子村、梅家房子村、鹦鹉山村、三股水村、五指山村、苇子沟村、蒲塘沟村、正沟村、水路沟村、网子沟村、白峪村、董杖子村、李家店村、乔杖子村和杜庄村。